# Tecnología de agujeros pasantes

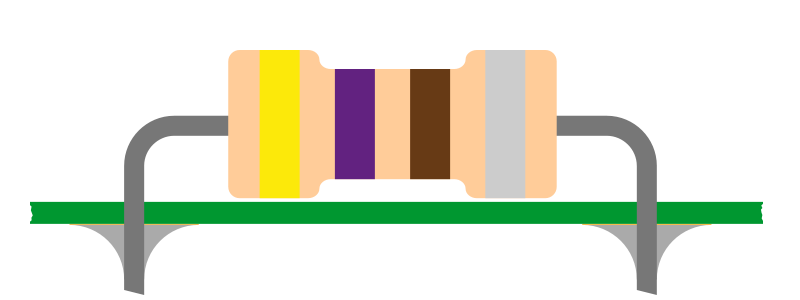
Perfil de soldadura THT donde se aprecian los conos de soldadura.

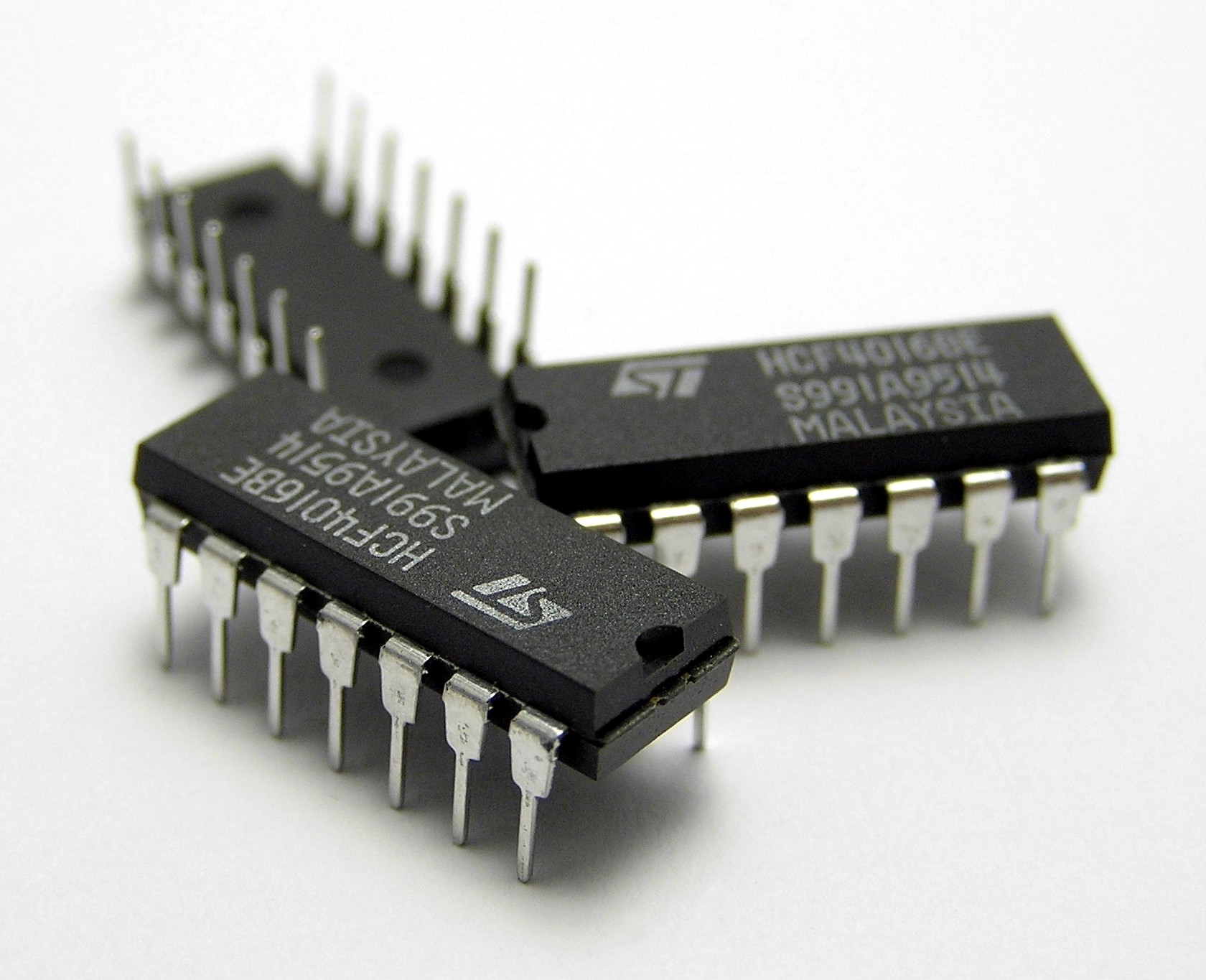
Circuito integrado con encapsulado THT del tipo DIP

La tecnología de agujeros pasantes, más conocida por las siglas THT del inglés Through-Hole Technology, es un tipo de tecnología que utiliza los agujeros que se practican en las placas de los circuitos impresos para el montaje de los diferentes elementos electrónicos, para crear, puentes eléctricos entre una de las caras de la placa de montaje a la otra, mediante un tubo conductor, que por lo general es una aleación de zinc, cobre y plata, para evitar su oxidación y permitir su soldadura. En dichos agujeros (holes) se pueden soldar componentes aunque se desaconseja la operación, porque estos THT suelen ser insertados por una máquina automáticamente, y su aspecto una vez colocados es semejante al de un diminuto remache. Los THT suelen ser bastante delicados y sensibles al calor. Y si se calientan demasiado se puede comprometer el contacto entre las pistas de una de las caras del circuito y la otra, resultando inoperante y dejando inútil la placa.

## Proceso del diseño de un circuito THT
- Primeramente se idea el circuito que ha de funcionar. Se calculan los componentes y se recogen datos sobre cuales van a ser estos en forma, tamaño, número y medida, consumo y emisión energética y radioeléctrica.
- Después de diseña el circuito y después de diseñado eléctricamente. Sabiendo como van a ir conectados los componentes, y su consumo, si el circuito va a ser muy complejo y va a necesitar una gran cantidad de pistas tal vez se necesite una placa de dos caras.
- Si se necesita una placa de dos caras con muchas pistas, para evitar la acumulación de muchos puentes, se aconseja el uso de la tecnología THT.
- Una vez decidido esto, se diseña el circuito y se comienzan a crear las placas, que pueden ser creadas en cobre en base de baquelita o de fibra de vidrio.
- Las placas son una plancha base con una o dos láminas de material conductor por una o las dos caras. Cuando se hace su diseño se corroe las zonas de conductor no deseado, dejando libre la base, creando caminos eléctricos o pistas que interconectan a los diferentes componentes entre sí. Una vez creada la placa (es así como se le suele llamar), se procede a darle una capa de barniz para que no se oxiden las pistas. Dejando libres los terminales. Los terminales son los puntos donde irán soldados los diferentes componentes, y de barnizarse, el material de soldadura no agarraría.
- Una vez hecho esto, se pasan a horadar, estos terminales, para permitir la posterior implantación de los componentes. La maquinaría que horada a las placas suele estar robotizada. Y se trata de una máquina con múltiples brocas que taladra las placas, haciendo varios agujeros a la vez. Las placas, deben estar fijas y en la posición adecuada para que la máquina no yerre el agujero.
- Los THT, reciben en este punto también un agujero, que además por lo general es de entre 1,7 a 3 mm, un grosor similar al del patillaje de un diodo rectificador de gran potencia. En estos agujeros será implantado el tubo conductor que unirá ambas caras del circuito.
- El paso siguiente lógicamente es la implantación de los encapsulados THT. La implantación es totalmente robotizada, ya que el remache conductor que une las caras debe colocarse con mucho cuidado, pues un exceso de fuerza puede quebrar el circuito impreso. Y una carencia de la misma en la aplicación del remache supondría una falla de conexión. La máquina que coloca los tubillones pasantes funciona con tecnología de control numérico en tres dimensiones, auto-CAD y tiene sensores láser para localizar la posición de la placa, la cual gira en función de la posición adecuada al remache que quiere colocar. Esta es una de las cuestiones por la que el uso de esta tecnología es tan costoso.
- Una vez hechas las pruebas y en la fase de producción las placas pasan una fase de control de calidad que mide su conductividad. Es decir, que todas sus pistas son continuas y no hay fallos de conexión para cuando se suelden los componentes.[1]
- En algunos casos, los terminales conductores de las placas se pre-estañan haciéndolos pasar por encima de una fuente de estaño caliente cuya temperatura es tan alta que el vapor del estaño acaba adhiriéndose al cobre de los terminales.
- Si el circuito no es viable se descarta, si tiene una falla leve se puede reciclar.
- Debido a ello, este tipo de placas, se suelen montar en cadenas de montaje automáticas en la que se suele usar mano de obra barata para que inserten los componentes.
- Montar máquinas para el manejo de una gran cantidad de componentes diferentes y variedad de circuitos sería oneroso. Por ello lo hacen personas sin necesidad de cualificación.
- Una vez completa la inserción la placa pasa someramente por encima de una piscina de estaño con una mezcla de anticorrosivo (resina) y plata (para evitar la corrosión y que brille la soldadura) a la temperatura adecuada y este se adhiere a las zonas expuestas a la soldadura a la temperatura ideal, evitando sobrecalentamientos. En la piscina ondea el estaño, lógicamente los componentes solo están colocados en uno de los lados, el superior.
- Finalmente la placa está lista para ser probada, si no pasa el control de calidad, pasa a repasos de soldadura o se desdeña.

## Características
La tecnología de agujeros pasantes, hizo su aparición con las “placas de circuito impreso” reemplazando la tecnología de montaje de componentes sobre chasis metálicos y/o sobre regletas aislantes con terminales de soldar y cableados estructurados que se usaban antiguamente en equipos de TV y radio antiguos. En las placas de circuito impreso con esta tecnología los taladros (Through-Holes) están metalizados con aluminio por dentro y estañados e interconectan las diferentes caras y/o capas del circuito. Aunque normalmente esta tecnología se emplea solo en placas de dos caras. Para la soldadura de estas placas se emplea tecnología de ola.